# Mètode Charmat
El mètode Charmat, Martinotti o Martinotti-Charmat, és un procediment per obtenir vi escumós desenvolupat i patentat el 1895 per l'italià Federico Marinotti (1860-1924). El 1907, l'inventor francès Eugène Charmat va desenvolupar una nova patent. A diferència del mètode champenoise o tradicional, el vi es barreja en un dipòsit d'acer inoxidable amb el sucre i el llevat (normalment Saccharomyces cerevisiae) i realitza la segona fermentació en aquest recipient. Quan el sucre es converteix en alcohol i diòxid de carboni, es retira el llevat i s'embotella el vi sota pressió.
Aquest mètode de producció s'utilitza especialment a Itàlia, sobretot a la regió del Piemont, per elaborar els afruitats Moscato d'Asti, a la regió del Vèneto, per elaborar els Prosecco, i a la regió de l'Emília-Romanya per elaborar els Lambrusco. Els vins escumosos del mètode Charmat es poden produir a un cost considerablement inferior al dels vins de mètode tradicional.